# Orden de la Cruz de la Libertad
La Orden de la Cruz de la Libertad (en finés: Vapaudenristin ritarikunta; en sueco: Frihetskorsets orden) es una de las tres órdenes oficiales de Finlandia, junto con la Orden de la Rosa Blanca y la Orden del León de Finlandia. El presidente de la República de Finlandia ostenta el cargo de Gran Maestre de las tres órdenes. Las órdenes son administradas por juntas compuestas por un canciller, un vicerrector y al menos cuatro miembros.

## Historia
La Orden de la Cruz de la Libertad fue establecida por Carl Gustaf Emil Mannerheim, en calidad de regente de Finlandia, el 4 de marzo de 1918. Las condecoraciones originales fueron diseñadas por Akseli Gallen-Kallela. 
Desde su fundación se establecieron siete clases: Gran Cruz, Cruz de la Libertad (1ª a 4ª clase) y la Medalla de la Libertad (1ª y 2ª clase). Las condecoraciones de la Orden de la Cruz de la Libertad se otorgaron inicialmente solo en tiempo de guerra. El 18 de agosto de 1944 se emitió un decreto que permite otorgar las condecoraciones en tiempo de paz. La Cruz de la Libertad tiene una cinta roja cuando se concede en tiempo de guerra y una cinta amarilla cuando se otorga en tiempo de paz.
Las condecoraciones de la orden se otorgaron en gran número durante la Segunda Guerra Mundial, en parte debido a que el Mariscal Mannerheim había emitido orden de que los soldados heridos debían ser premiados por su sacrificio y Finlandia no tiene una condecoración específica para los heridos. La Cruz de la Libertad generalmente se reserva para los oficiales comisionados, y la Medalla de la Libertad se otorga a los soldados de rango inferior y suboficiales. La Cruz de Mannerheim fue establecida tras la guerra de Invierno y su nombre se debe a Carl Gustaf Emil Mannerheim. Era otorgada a los soldados que demostraban una valentía extraordinaria, que lograban un importante objetivo en combate o que tenían una especialmente buena conducta en las operaciones.